# 卡顿伍德 (科罗拉多州)
卡顿伍德（英語：Cottonwood）是位於美國科羅拉多州道格拉斯縣的一個非建制地區。曾是人口普查指定地區，2000年人口普查中有931人。

## 地理
卡顿伍德的座標為39°33′34″N 104°48′02″W / 39.55944°N 104.80056°W，而該地的平均海拔高度為1753米（即5751英尺）。